# Fernand Vandérem
Fernand Vandérem (né Fernand-Henri Vanderheym le 24 juin 1864 à Paris 16e et mort le 11 mars 1939 à Paris 8e) est un auteur dramatique, romancier et critique littéraire français.

## Biographie
Fernand Vandérem naît le 24 juin 1864 dans le 16e arrondissement de Paris
Son ascendance belge explique l'orthographe de son nom de famille. Il est le fils du joaillier Gustave Vanderheym et a une sœur du nom de Gabrielle Vanderheym.
Il commence sa carrière dans le journalisme, publiant des chroniques dans différents périodiques. Écrivain reconnu pour son ironie mordante, son humour aiguisé et sa vaste culture, il était l'un des derniers représentants des « boulevardiers ». Il avait tissé des liens d'amitié avec des figures telles qu'Alfred Capus, Paul Hervieu et Sem, tout en conservant une amitié fidèle avec Tristan Bernard.
Une correspondance de 1906 conservée à la Bibliothèque nationale de France fait état d'une collaboration avec Antonio de La Gandara pour un ouvrage en préparation.
Il meurt le 11 mars 1939 en son domicile, au no 19, rue de La Trémoille dans le 8e arrondissement de Paris des suites d'une congestion pulmonaire. Il est inhumé au cimetière du Père-Lachaise (7e division).
Sa bibliothèque, riche de nombreuses éditions originales, notamment de Baudelaire, est dispersée peu après sa disparition, témoignant de son amour pour la littérature et de son engagement dans le milieu bibliophile. D'ailleurs, il fut direction du Bulletin du bibliophile.

## Carrière dans le journalisme
Vers 1890, il a contribué au Journal de Fernand Xau avec des chroniques remarquées. Dans ses chroniques littéraires publiées dans Le Figaro, intitulées « Choses et gens de lettres », il a mené plusieurs campagnes en faveur d'une meilleure reconnaissance de certaines périodes de la vie littéraire, encore trop souvent négligées dans les manuels scolaires. Il a également été chroniqueur pour L'Écho de Paris, La Vie Parisienne et Le Monde des Lettres, en plus de publier des colonnes dans Paris-Soir. En tant que rédacteur littéraire, il a également collaboré avec Candide. Ses contributions ont été regroupées en huit volumes sous le titre général Le Miroir des Lettres.

## Résumé et accueil critique de son œuvre littéraire

### Gens de qualité
Dans son ouvrage Gens de qualité, Fernand Vandérem se penche sur les personnalités littéraires et mondaines du Paris de la fin du XIXe siècle, tout en réservant une part de modestie à son propre récit. Le livre s'ouvre sur le salon réputé de Mme Aubernon, une hôtesse à l'approche singulière, qui imposait des règles strictes à ses convives lors de dîners où la parole circulait de manière ordonnée, occasionnant à la fois amusement et contrainte. Vandérem dresse un portrait de cette figure mémorable, saluant sa passion pour la littérature malgré une certaine naïveté.
Le récit évoque aussi d'autres personnages marquants comme Arman de Caillavet, et les relations complexes qu'il entretenait avec Anatole France, ainsi que des figures largement oubliées comme le baron Doazan, qui inspira Proust. Vandérem rend hommage à des écrivains tels qu'Alfred Capus et Paul Hervieu, dont l'œuvre mérite d'être redécouverte malgré leur déclin dans l'engouement populaire. Il souligne la persistance de certains talents malgré les aléas du succès littéraire et la transformation des valeurs dans le monde intellectuel, souvent déterminé par la mode et l'opinion publique.
Le livre, tout en mélangeant anecdotes et réflexions, se présente également comme une critique de la vie littéraire parisienne, marquée par des dîners qui, malgré leur superficialité et leur médiocrité, laissaient transparaître une forme d'amitié et d’échange intellectuel. Vandérem se montre nostalgique d'un temps où les salons littéraires avaient une certaine rigueur et où le débat d'idées prévalait sur les préoccupations matérielles. Il conclut avec une série d'aphorismes qui illustrent la vanité et les illusions de la société littéraire de son époque, renforçant le sentiment que la réussite peut souvent être trompeuse et que le défi de l’intellectuel dans cette ambiance mondaine demeure d’actualité.
Robert Kemp exprime dans sa critique de Gens de qualité une appréciation vive pour l'œuvre de Fernand Vandérem. Il note que Vandérem « consent, néanmoins, entre mille gens de Paris et des bords de Loire, à en peindre quelques-uns », soulignant ainsi son talent pour évoquer des personnages mémorables. Kemp apprécie particulièrement le portrait de Mme Aubernon et ses dîners « médiocres », qui sont décrits avec une « peinture aussi familière et aussi vive ! » Il souligne l'humour présents dans les personnages, mentionnant, par exemple, la figure amusante du baron Doazan, qui « a fourni à Proust la silhouette de M. de Charlus ». Il conclut en souhaitant que Vandérem continue à partager ses portraits, laissant entrevoir un vif intérêt pour d'autres figures littéraires.
Dans sa critique, André Billy exprime que ce roman illustre un « besoin de détente » d'un public fatigué par des préoccupations incessantes. Il apprécie l’inactualité de l'œuvre, la qualifiant de « délicieusement inactuelle » . En évoquant le salon de Mme Aubernon, il met en avant l’« hommage » que Vandérem rend à son « libéralisme intellectuel» et sa « passion des lettres », tout en témoignant d'une certaine « ironie» à son égard. Billy souligne la contradiction d'un milieu où des intellectuels s’épanouissent malgré des contraintes ridicules, notant que ce système « avait de bon». Il évoque également des figures telles qu’Alfred Capus et Paul Hervieu, estimant que leur « éclipse » actuelle est « momentanée ». Enfin, Billy conclut que les « minimes» en fin d'ouvrage illustrent « l'esprit d'une époque » plus délicate que la nôtre, tout en notant le pessimisme et le mordant caractéristiques de Vandérem, qui s'inscrivent dans « une pure tradition de nos classiques ».
André Rousseaux souligne que, dans l'œuvre de Fernand Vandérem, « nous passons de Paris au Tout Paris » en explorant « l'un de ses plus cruels aspects » et évoque une « histoire mélancolique » des « grandeurs mondaines » et de leurs décadences. Il note que l’épigraphe appropriée serait « vanitas vanitatum » et déclare que la morale du livre se trouve entre les observations sur le Café de la Paix et la lassitude envers les dîners en ville. Rousseaux constate que ces dîners, tels que décrits par Vandérem, étaient à fuir, affirmant que « mieux vaudrait vivre seul dans un petit coin ». Il insiste sur le fait que, même si l’auteur apprécie les « notabilités » de ce monde, il montre que la vie littéraire peut devenir « affreuse » où « les valeurs littéraires sont dénaturées par la cote de succès plus ou moins factices ». Rousseaux conclut en suggérant ce livre comme une « pilule de quinquina » pour les « écrivains atteints de fièvre mondaine».

## Au théâtre
Au théâtre, il a notamment donné à la Comédie-Française les pièces Les Fresnay et Cher Maître. Au Vaudeville, il a fait présenter Le Calice et La Pente douce.
On peut lire une critique de sa pièce Cher maître dans Paul Léautaud. René Boylesve, dans ses écrits intimes fait de lui un portrait moral peu flatteur et porte sur lui des jugements littéraires sévères.

## Décoration
- Chevalier de la Légion d'honneur décerné en 1902[13]

## Distinction
- Prix Alfred-Née de l’Académie française décerné en 1907.

## Œuvres

### Pièces de théâtre
- Le calice au Théâtre du Vaudeville le 19-11-1898, texte de Fernand Vandérem avec Lucien Guitry (Jacques Danthoise), Réjane (Simonne), Camille-Gabrielle Drunzer (Charlotte).
- La Pente douce, Paris, 1901
- Les Fresnay, Paris, L'Illustration, 1907
- Cher maître, Paris, L'Illustration, 1911
- Le Calice, Paris, Ollendorff, 1913
- La Victime [avec Franc-Nohain], Paris, Petite Illustration, 1914
- Les Connaisseurs, Paris, 1919

### Romans
- La Cendre, Paul Ollendorff, 1894
- Charlie, Ollendorff, 1895
- Le Chemin de velours, Ollendorff, 1896
- La Patronne, illustrations de Pierre Vidal, Ollendorff, 1896
- Les Deux Rives, Ollendorff, 1897
- Le Suicide, Abbeville, Paillart, 1912

### Nouvelles
- « Le numéro 2 », L'Illustration,‎ décembre 1912, p. 51-58 (lire en ligne).

### Essais et chroniques duBulletin
- La Bibliophilie nouvelle I, 1931-1939, Paris, Giraud-Badin
- La Bibliophilie nouvelle II, 1927-1932, Paris, Giraud-Badin, 1933
- La Bibliophilie nouvelle III, 1933-1939, Paris, Giraud-Badin, 1941
- Le Miroir des lettres, 8 tomes, 1918-1926, Paris, Flammarion
- Gens de qualité, Paris, Plon, 1938
- La Littérature, notes et maximes, Paris, Hachette, 1927
- Pour et contre l'enseignement philosophique, Paris, Alcan, 1894

### Préfaces
- Petites Folies : contenant 100 dessins de Ferdinand Bac, Paris, Simonis Empis, 1903
- Comment ils écrivent de Georges Charensol, Paris, édition Montaigne, 1932
- Le Salut public de Baudelaire, Champfleury, Toubin, Paris, Champion, XXe siècle
- Catalogue de manuscrits musicaux d'Ambroise Thomas, Paris, Andireux, 1935
- Catalogue de la bibliothèque Marcel Boulenger, Paris Andieux, 1935
- P'tites Femmes d'Albert Guillaume, Paris Simonis Empis, 1893
- Un pékin sur le front de Sem, Paris, Hachette, 1917
- Les Courses de chevaux de Saint-Georges, Paris, Lafitte et Cie, 1912